# XM8

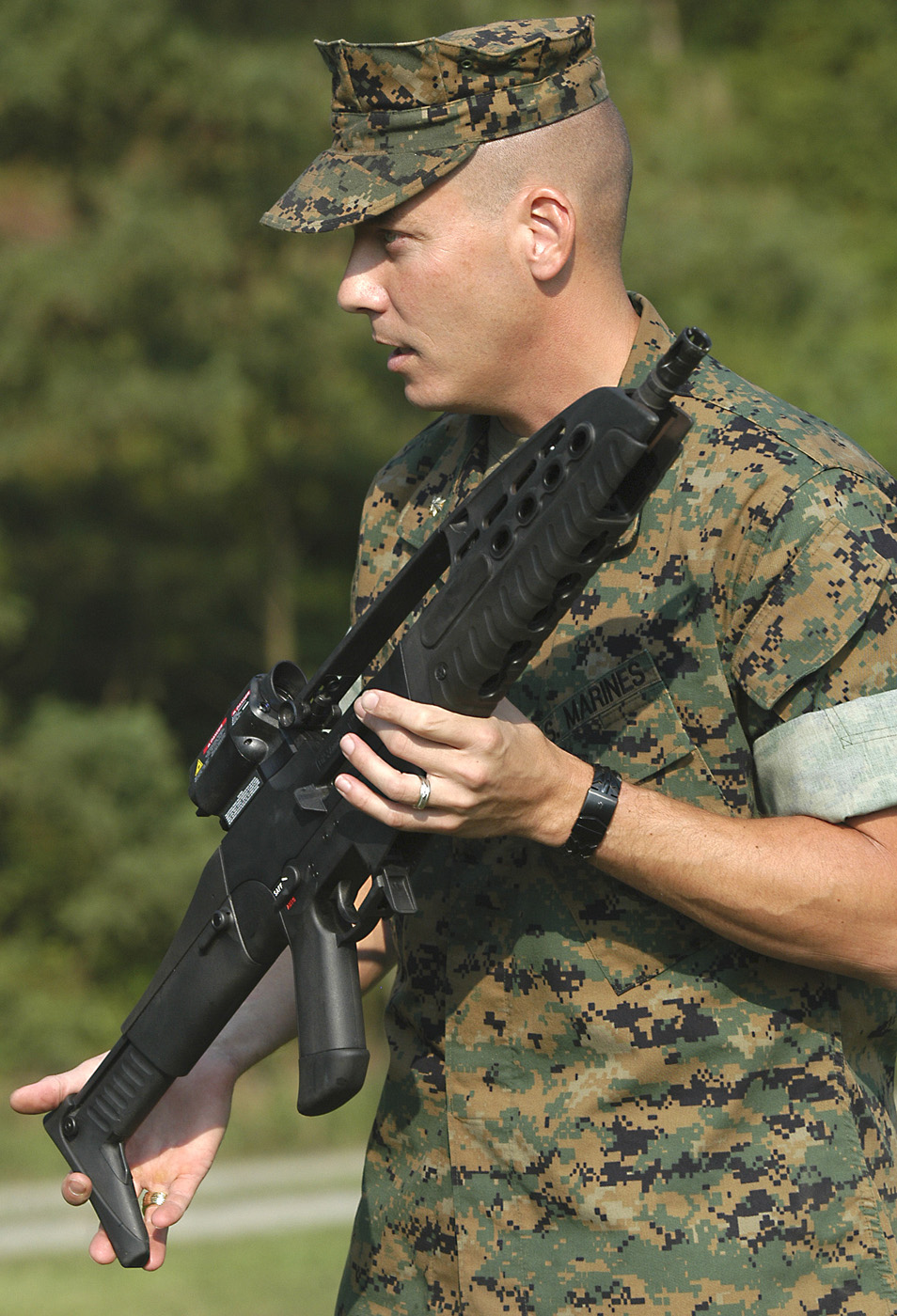
Un instructor de armas de los US Marines sostiene un XM8 durante el Simposio de Operaciones de Infantería, agosto de 2005.

XM8 era la designación militar del Ejército de los Estados Unidos para el fusil de asalto modular ligero que se encontraba en desarrollo a finales de la década de 1990 y comienzos de la década del 2000. El Ejército trabajó con la compañía fabricante de armas alemana, Heckler & Koch para desarrollar el arma que se ajustara a sus requerimientos, poco después de la cancelación del proyecto OICW, en el cual HK fue un subcontratista de Alliant Techsystems (ATK). 
A pesar de que habían grandes expectativas para que el XM8 fuera el nuevo fusil estándar del Ejército, el proyecto fue puesto en espera durante abril de 2005 y cancelado formalmente el 31 de octubre de ese mismo año. Sin embargo, el arma hoy está en servicio con las Fuerzas Especiales de la Real Armada de Malasia.

## Desarrollo
El propósito de las Fuerzas Especiales estadounidenses al realizar un contrato para este prototipo de fusil, era el de proveer una opción de reemplazo al M16, poco después de que el programa XM29 OICW presentara problemas. Los aciertos del diseño consistían en la ligereza, bajo costo y efectividad superior de la serie de fusiles M16 y carabinas M4. El XM8 no era únicamente un arma sino un sistema que podía ser configurado con los accesorios y piezas apropiadas en una de distintas variantes. Incluía un sistema integrado de mira óptica, módulo láser y de iluminación.
El XM8 estaba basado en el módulo de energía cinética fabricado por Alliant Techsystems para el proyecto OICW, en el cual los mecanismos del arma estaban a cargo de H&K. Al pausarse el proyecto OICW por tiempo indeterminado, el Ejército solicitó a los contratistas que diseñen armas individuales a partir de los módulos de energía cinética y alto poder explosivo del XM29.
Los primeros 30 prototipos del XM8 fueron entregados hacia noviembre de 2003 para pruebas preliminares. Más tarde, se adquirieron al menos 200 prototipos desarrollables. Entre las quejas surgidas durante las pruebas figuraba la corta duración de la batería de la mira óptica con visión nocturna y algunos problemas de ergonomía. Otros problemas clave eran la reducción del peso del arma y el aumento de la resistencia al calor del guardamanos, que empezaba a derretirse tras efectuar muchos disparos. La prueba principal fue completada en su mayor parte y el Ejército hizo presión para financiar unas pruebas de mayor envergadura. Sin embargo, en 2004 el Congreso negó los 26 millones de dólares necesarios para financiar la prueba de 7.000 fusiles XM8 en 2005. Para ese entonces, el fusil aún tenía algunos defectos por resolver, especialmente aquellos relacionados con su peso; la duración de la batería había sido incrementada y se le agregó un guardamanos de plástico con mayor resistencia al calor. El primer folleto promocional mencionaba que el peso de la variante carabina era de 2,6 kg (5,7 libras), mientras que el del prototipo era de 2,8 kg (6,2 libras). El peso del prototipo carabina aumentó a 3,4 kg (7,5 libras), según un folleto publicado por HK y General Dynamics en enero del 2005.

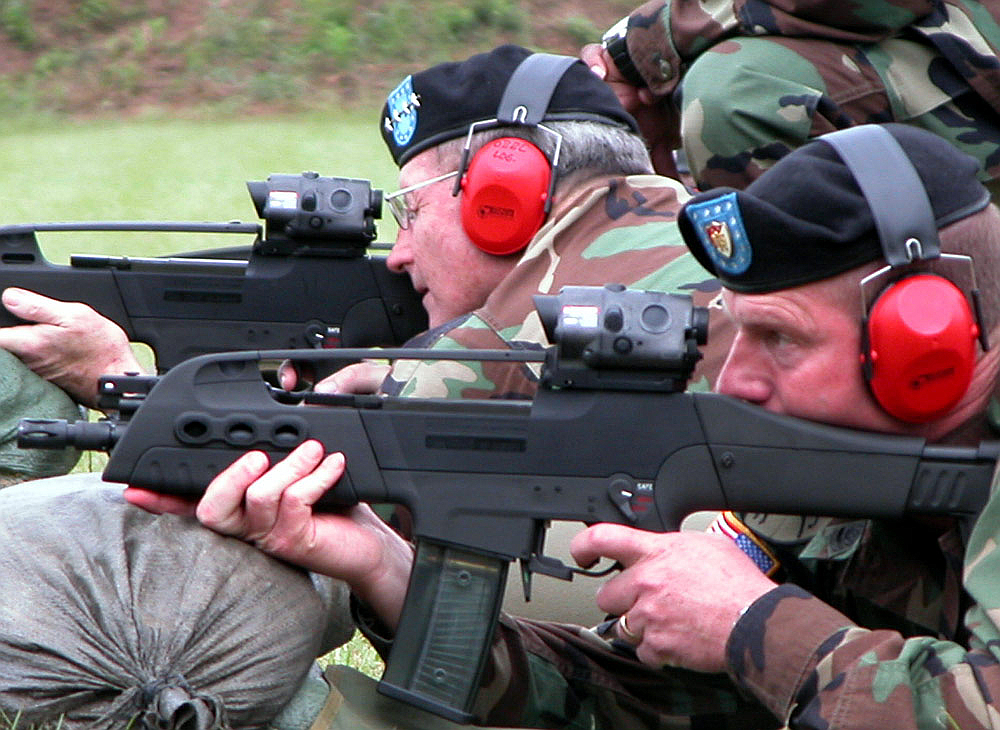
Oficiales del Ejército disparan el XM8 en Fort Benning, Georgia, 2004.

Durante el mismo periodo, el Ejército fue presionado por otros fabricantes de armas para que el XM8 fuese probado junto a sus fusiles. El principal argumento era que el arma que iba a ser adoptada era un sistema completamente diferente al del proyecto de ATK y H&K que había sido el ganador. Otros problemas eran que el Ejército estaba obligado por ley a elegir preferencialmente fabricantes de armas estadounidenses, además que un acuerdo anterior con Colt Defense obligaba al Ejército a involucrar a la empresa en ciertos programas de armas ligeras. El programa XM8 fue pausado por el Ejército en el 2004. El motivo exacto de esta decisión todavía es un tema de debate, aunque estuvo implicada una combinación de los problemas técnicos mencionados más arriba, recorte de fondos y presión externa.
En el 2005, el Ejército emitió una Petición de Propuestas (PdP) formal para la serie de armas OICW Increment One. Esta PdP otorgaba a los fabricantes un plazo de seis meses para desarrollar y suministrar prototipos de fusiles con características muy similares a las del XM8, pero con la adición de una configuración de ametralladora ligera. Actualmente, ningún prototipo del XM8 ha logrado alcanzar la capacidad de la M249 (por ejemplo, cañón de cambio rápido, alta cadencia de disparo continuo y alimentación mediante cinta). La petición para la variante ametralladora ligera del OICW Increment One incluía un cañón de cambio rápido y alta cadencia de disparo continuo, pero dejaba el sistema de alimentación a elección del fabricante.  
Los fondos para el lanzagranadas M320, que es un lanzaganadas monotiro para montarse bajo el cañón similar al M203 y originalmente iba a montarse en el XM8, fueron aprobados. Este lanzagranadas es más pesado que el M203, pero ofrece algunas ventajas. El XM320 fue diseñado para emplearse con los fusiles M16 y carabinas M4, siendo también compatible con el XM8. Además, puede emplearse por separado del fusil.
El 19 de julio de 2005, la PdP del OICW Increment One fue pausada por ocho semanas y se mencionó que el programa estaba siendo reestructurado como un programa de rearme conjunto que incluía al Ejército y otras fuerzas que no se mencionaron. El 31 de octubre de 2005, la PdP del OICW Increment One fue cancelada hasta nuevo aviso.
En un artículo de la revista Jane's Defence Weekly del 26 de abril de 2006 (Vol 43, página 30), se menciona que "el Ejército de los Estados Unidos ha retrasado el reemplazo de sus armas de infantería por un periodo mayor a cinco años, trabajando en implementar dos fusiles interimarios entre tanto."
La General Dynamics estuvo involucrada en las últimas fases del proyecto y HK planeaba producir el fusil en una fábrica de Georgia. HK estaba en manos británicas al inicio del proyecto, pero fue posteriormente comprada por un grupo de empresarios alemanes. El diseño del fusil fue llevado a cabo tanto en Alemania como en los Estados Unidos.

## Características técnicas y variantes

### Variantes

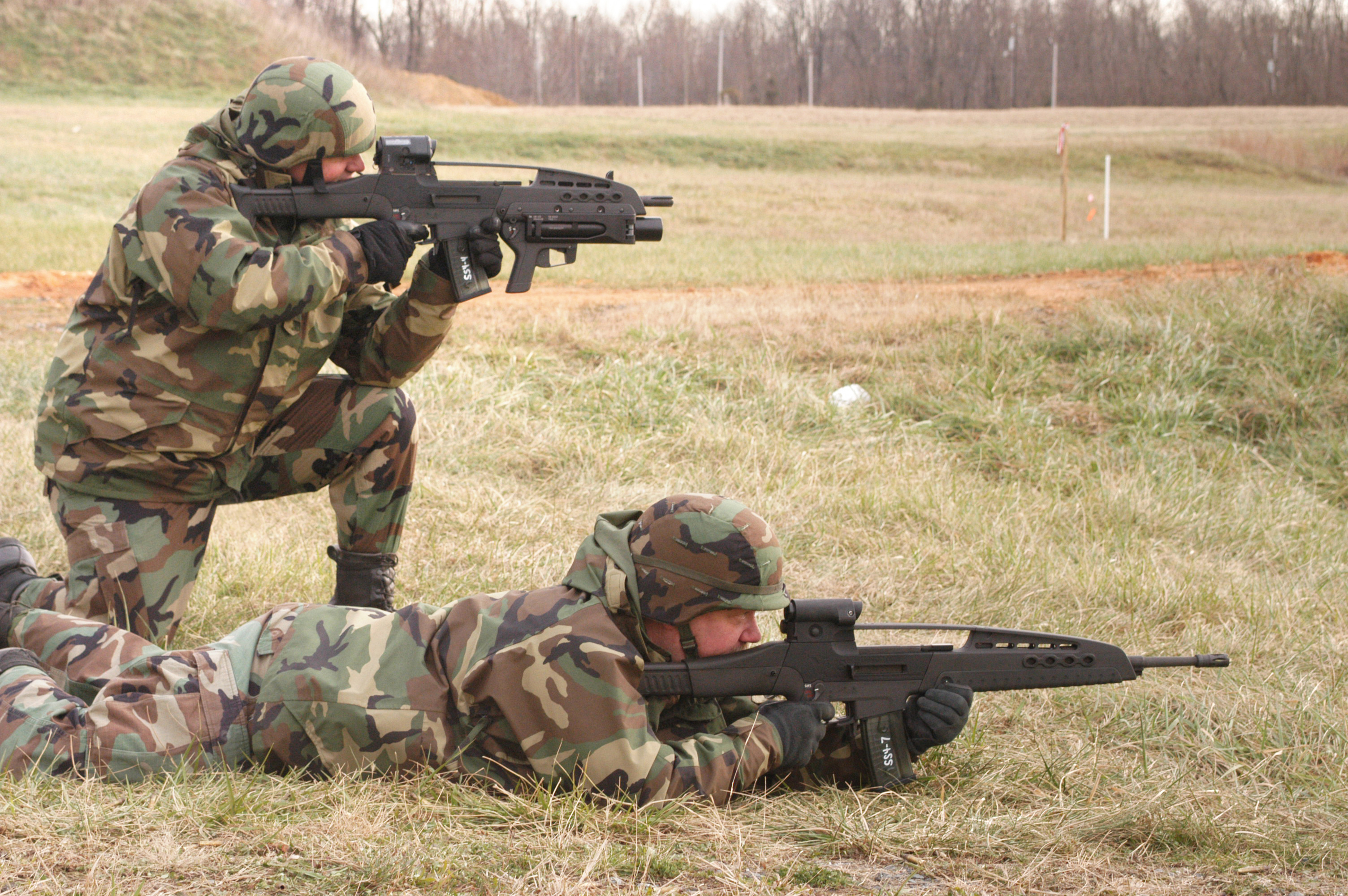
Prueba del XM8; arriba con un lanzagranadas de 40 mm, abajo la variante XM8 Sharpshooter (tirador designado).

Durante la mayor parte de su existencia, se propusieron cuatro modelos diferentes: un Arma de Defensa Personal (ADP) compacta con cañón de 241 mm (9,5 pulgadas), una carabina con cañón de 318 mm (12,5 pulgadas), así como variantes de fusil de francotirador y fusil de asalto con cañones de 508 mm (20 pulgadas). Además, se le podían montar accesorios tales como miras ópticas, un lanzagranadas acoplado y un bípode empleando un nuevo sistema que permitía un montaje preciso (por ejemplo, las miras ópticas no tenían que reajustarse cada vez que eran instaladas). Al igual que la M4 y el M16, el XM8 disparaba el cartucho estándar 5,56 x 45 OTAN y normalmente iba equipado con un cargador de plástico con capacidad de 30 cartuchos. Sin embargo, este cargador no era intercambiable con los cargadores metálicos STANAG de la M4 y el M16. También podía emplear un tambor doble Beta C-Mag con capacidad de 100 cartuchos.
Una de las singulares características del XM8 era su modularidad. Además de los accesorios mencionados más arriba, esta modularidad permitía reparaciones rápidas, modificar la longitud del cañón e incluso cambiar el calibre en acción. Junto a sus componentes básicos, el XM8 habría complementado al XM29 al montar los mismos accesorios.
El número y los tipos de variantes de este fusil variaron durante su existencia, con tres versiones principales según un reporte de prensa de inicios del 2000. 
- Carabina XM8 con lanzagranadas XM320.
- Carabina compacta XM8: cañón de 229 mm (9 pulgadas), configuración ADP, culata plegable[1] o cantonera.
- Fusil de asalto / tirador designado: cañón pesado de 508 mm (20 pulgadas), bípode plegable integrado, mira telescópica 4X, cargador de 30 o 100 cartuchos.[2]
- Ametralladora ligera: cañón pesado de 508 mm (20 pulgadas) con bípode integrado, cadencia de 600-750 disparos/minuto.

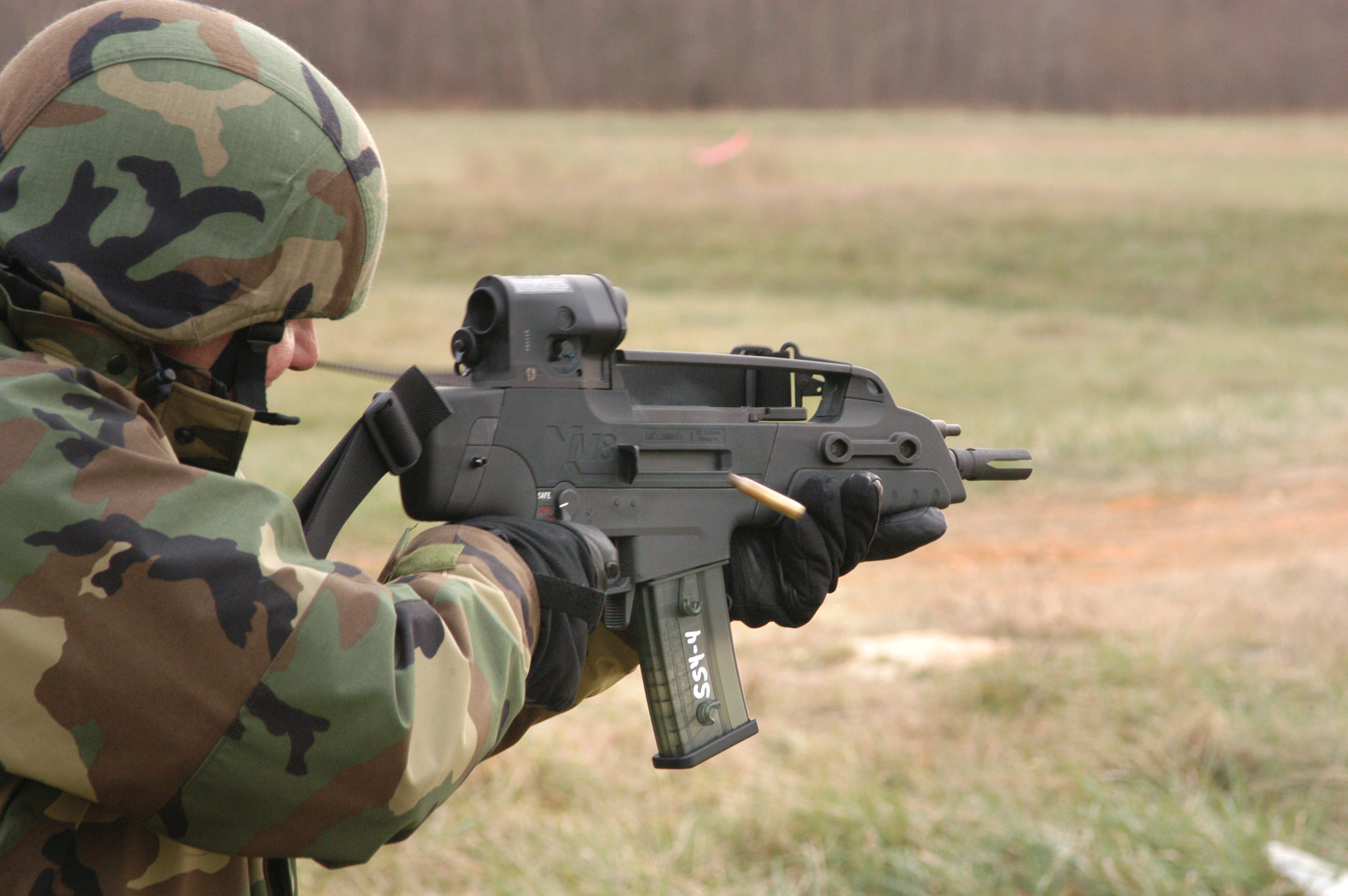
Una Carabina Compacta XM8 con cantonera, siendo disparada por un probador de armas del Ejército estadounidense.

### Características y detalles

#### Materiales y peso
Los materiales empleados para fabricar el XM8 son casi en su totalidad plásticos reforzados con fibras - a excepción del cañón de acero forjado en frío. Pruebas preliminares en ambientes desérticos y árticos demostraron la resistencia del XM8, aunque surgieron algunas quejas. Se reportó que era capaz de disparar 15.000 cartuchos sin necesidad de ser limpiado o lubricado, así como de disparar 20.000 cartuchos antes de cambiarle el cañón. El M16A2 necesita ser limpiado con más frecuencia y su cañón tiene una vida útil de aproximadamente 7.000-8.000 cartuchos.      
La mayor parte de las reducciones de peso y costo de producción, que no fueron logradas en los prototipos construidos, se centraron en la mira electrónica del fusil. Esta es mucho más que una simple mira con punto rojo de 1,5x aumentos, ya que también incluye láseres infrarrojos y punteros. La carabina básica XM8 (con su mira integrada), por ejemplo, puede compararse con una M4 equipada con diversos accesorios electrónicos como el puntero láser AN/PEQ-2, la mira con punto rojo Aimpoint CompM2, la mira ACOG y/o BUIS. Sin la ventaja de la mira electrónica, el XM8 hubiera sido más pesado y costoso que los fusiles a los cuales intencionaba reemplazar. El lanzagranadas XM320, que iba a emplearse con los fusiles M16 y carabinas M4 al igual que con el XM8, incluye algunas mejoras.   

#### PCAP y MIL-STD 1913
El XM8 abandona el MIL-STD-1913 estándar para montar accesorios, en favor de un nuevo estándar llamado PCAP (Picatinny Combat Attachment Points; Puntos de Anclaje de Combate Picatinny, en inglés), pequeños agujeros ovales sobre el guardamanos. Una variante fue diseñada con rieles MIL-STD-1913 (XM8 R) y algunos de los primeros prototipos tenían rieles. El PCAP no es compatible con los accesorios que se montan sobre rieles  MIL-STD-1913, a menos que se emplee un adaptador. Sin embargo, la ventaja del PCAP es la conexión precisa del accesorio con el arma; los accesorios que se montan sobre rieles MIL-STD-1913 frecuentemente necesitan ser ajustados si son desmontados y vueltos a montar. Además, la mayoría de accesorios estándar ya están integrados en el XM8. Donde se pierde la funcionalidad, es el hecho que se tendrían que rediseñar accesorios para emplearse con el PCAP. En la prueba para el nuevo OIWC Increment One, el Ejército dejó a elección de cada fabricante el sistema de montaje empleado, aunque mencionó en la PdP que las miras debían quedarse ajustadas tras desmontarlas.

#### Otras
El cañón de la carabina M4 mide 368 mm (14,5 pulgadas) y el cañón del XM8 mide 318 mm (12,5 pulgadas), pero ambas armas tienen la misma longitud. Aunque un cañón más corto generalmente produce una menor velocidad de boca, el estriado poligonal compensa parcialmente la pérdida de velocidad producida por un cañón corto. Se propuso instalarle al XM8 un contador de cartuchos electrónico. Este sistema habría contabilizado los cartuchos disparados, así como la fecha y hora de cada disparo. Los datos serían accesibles sin cable mediante un aparato similar a un PDA. Otra ventaja sería evitar el uso indebido del arma o para corroborar reportes de combate. Otras características incluían controles ambidiestros y una mira óptica de 3x aumentos/punto rojo integrada (cambiada más tarde por una mira de 1x aumento/punto rojo). Sin embargo, la configuración Tirador Designado empleaba una mira telescópica de 3,5x aumentos.

## Cancelación

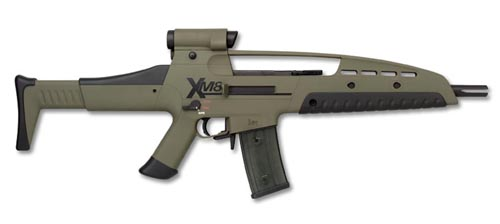
Un prototipo de carabina XM8, sin puntos PCAP a los lados. También tiene un apagallamas 'pico de pato' en lugar de uno 'jaula'.

El programa del XM8 fue cancelado en el otoño de 2005, tras haber sido suspendido a inicios de aquel año. De no haberse cancelado este programa, el sistema XM8 hubiese tenido competencia con otras armas como el FN SCAR y el HK 416. La HK continuó desarrollando de forma independiente el XM8. Fue modificado y entró como candidato en el concurso para el SCAR, pero no tuvo éxito.
En el otoño del 2007, el XM8 fue probado junto a otros fusiles en una "prueba de polvo". La competencia se basaba en dos pruebas previas que se llevaron a cabo en el verano de 2006 y el verano de 2007, antes de la última prueba en el otoño de 2007. En la prueba del verano de 2007, los fusiles M16 y las carabinas M4 registraron un total de 307 bloqueos. En la prueba del otoño de 2007, el XM8 registró solamente 127 bloqueos al disparar 60.000 cartuchos mientras que la carabina M4 tuvo 882. El FN SCAR tuvo 226 bloqueos y el HK 416, 233. La diferencia entre el XM8, el HK 416 y el FN SCAR no era un dato estadístico significativo al emplear el menos fiable cargador STANAG. Sin embargo, la discrepancia de 575 bloqueos entre las pruebas del verano y otoño de 2007 de la M4 hizo que los oficiales del Ejército busquen posibles causas, tales como diferentes supervisores, temporadas o una muestra de tamaño inadecuado, pero confirmaron que las condiciones de la prueba eran idénticas. El Ejército detuvo la controversia en torno a la M4 afirmando, en esencia, que las tropas están generalmente satisfechas con la M4. Sin embargo, los críticos respondieron en entrevistas independientes que se citaron en el Congreso, que preferirían emplear el HK 416 o el XM8 basado en este.

## Empleo
Cuando el XM8 no resultó atractivo para las Fuerzas Armadas estadounidenses, la Heckler & Koch buscó publicitar el fusil en otros países. Mientras tanto, las Fuerzas Armadas de Malasia se mostraron interesadas en usar el fusil y para 2007 afirmaron su intención de comprar el XM8. Para 2010, la unidad especial PASKAL de la Real Armada de Malasia empezó a emplear el XM8 junto a otros fusiles de asalto producidos por la misma empresa, tales como el HK416 y el G36.